# Hon'inbō 1971
L'Hon'inbō 1971 è stata la 26ª edizione del torneo goistico giapponese Hon'inbō. 

## Svolgimento
- W indica vittoria col bianco
- B indica vittoria col nero
- X indica la sconfitta
- +R indica che la partita si è conclusa per abbandono
- +N indica lo scarto dei punti a fine partita
- +F indica la vittoria per forfeit
- +T indica la vittoria per timeout
- +? indica una vittoria con scarto sconosciuto
- V indica una vittoria in cui non si conosce scarto e colore del giocatore

### Qualificazioni
|  | Primo turno      | Primo turno     | Primo turno     |               |     | Semifinale | Semifinale | Semifinale |  |  | Finale | Finale | Finale |  |
|  |                  |                 |                 |               |     |            |            |            |  |  |        |        |        |  |
|  | Yusuke Oeda      | Yusuke Oeda     | V               |               |     |            |            |            |  |  |        |        |        |  |
|  | Yusuke Oeda      | Yusuke Oeda     | V               |               |     |            |            |            |  |  |        |        |        |  |
|  | Ichiro Nabeshima |                 |                 |               |     |            |            |            |  |  |        |        |        |  |
|  |                  | Yusuke Oeda     | Yusuke Oeda     | V             |     |            |            |            |  |  |        |        |        |  |
|  |                  |                 |                 | V             |     |            |            |            |  |  |        |        |        |  |
|  |                  |                 | Masaki Takemiya |               |     |            |            |            |  |  |        |        |        |  |
|  | Kaku Takagawa    |                 |                 |               |     |            |            |            |  |  |        |        |        |  |
|  |                  |                 |                 |               |     |            |            |            |  |  |        |        |        |  |
|  | Masaki Takemiya  | Masaki Takemiya | W+R             |               |     |            |            |            |  |  |        |        |        |  |
|  | Masaki Takemiya  | Masaki Takemiya | W+R             | Yusuke Oeda   |     |            |            |            |  |  |        |        |        |  |
|  |                  |                 |                 |               |     |            |            |            |  |  |        |        |        |  |
|  |                  |                 | Yoshio Ishida   | Yoshio Ishida | B+R |            |            |            |  |  |        |        |        |  |
|  | Yosho Segawa     |                 | Yoshio Ishida   | Yoshio Ishida | B+R |            |            |            |  |  |        |        |        |  |
|  |                  |                 |                 |               |     |            |            |            |  |  |        |        |        |  |
|  | Reiko Kitani     | Reiko Kitani    | V               |               |     |            |            |            |  |  |        |        |        |  |
|  | Reiko Kitani     | Reiko Kitani    | V               | Reiko Kitani  |     |            |            |            |  |  |        |        |        |  |
|  |                  |                 |                 |               |     |            |            |            |  |  |        |        |        |  |
|  |                  |                 | Yoshio Ishida   | Yoshio Ishida | V   |            |            |            |  |  |        |        |        |  |
|  | Masao Isogawa    |                 | Yoshio Ishida   | Yoshio Ishida | V   |            |            |            |  |  |        |        |        |  |
|  |                  |                 |                 |               |     |            |            |            |  |  |        |        |        |  |
|  | Yoshio Ishida    | Yoshio Ishida   | V               |               |     |            |            |            |  |  |        |        |        |  |

|  | Primo turno         | Primo turno         | Primo turno         |                   |                   | Semifinale        | Semifinale | Semifinale |  |  | Finale | Finale | Finale |  |
|  |                     |                     |                     |                   |                   |                   |            |            |  |  |        |        |        |  |
|  | Shoji Sakakibara    | Shoji Sakakibara    | V                   |                   |                   |                   |            |            |  |  |        |        |        |  |
|  | Shoji Sakakibara    | Shoji Sakakibara    | V                   |                   |                   |                   |            |            |  |  |        |        |        |  |
|  | Nobutake Sakai      |                     |                     |                   |                   |                   |            |            |  |  |        |        |        |  |
|  |                     | Shoji Sakakibara    |                     |                   |                   |                   |            |            |  |  |        |        |        |  |
|  |                     |                     |                     |                   |                   |                   |            |            |  |  |        |        |        |  |
|  |                     |                     | Hideyuki Fujisawa   | Hideyuki Fujisawa | V                 |                   |            |            |  |  |        |        |        |  |
|  | Yoshiro Miwa        |                     | Hideyuki Fujisawa   | Hideyuki Fujisawa | V                 |                   |            |            |  |  |        |        |        |  |
|  |                     |                     |                     |                   |                   |                   |            |            |  |  |        |        |        |  |
|  | Hideyuki Fujisawa   | Hideyuki Fujisawa   | V                   |                   |                   |                   |            |            |  |  |        |        |        |  |
|  | Hideyuki Fujisawa   | Hideyuki Fujisawa   | V                   |                   | Hideyuki Fujisawa | Hideyuki Fujisawa | W+4,5      |            |  |  |        |        |        |  |
|  |                     |                     |                     |                   |                   |                   |            |            |  |  |        |        |        |  |
|  |                     |                     | Toshihiro Shimamura |                   |                   |                   |            |            |  |  |        |        |        |  |
|  | Toshihiro Shimamura | Toshihiro Shimamura | V                   |                   |                   |                   |            |            |  |  |        |        |        |  |
|  | Toshihiro Shimamura | Toshihiro Shimamura | V                   |                   |                   |                   |            |            |  |  |        |        |        |  |
|  | Mamoru Ishii        |                     |                     |                   |                   |                   |            |            |  |  |        |        |        |  |
|  |                     | Toshihiro Shimamura | Toshihiro Shimamura | V                 |                   |                   |            |            |  |  |        |        |        |  |
|  |                     |                     |                     | V                 |                   |                   |            |            |  |  |        |        |        |  |
|  |                     |                     | Shuyo Miyashita     |                   |                   |                   |            |            |  |  |        |        |        |  |
|  | Shuyo Miyashita     | Shuyo Miyashita     | V                   |                   |                   |                   |            |            |  |  |        |        |        |  |
|  | Shuyo Miyashita     | Shuyo Miyashita     | V                   |                   |                   |                   |            |            |  |  |        |        |        |  |
|  | Kazuo Sometani      |                     |                     |                   |                   |                   |            |            |  |  |        |        |        |  |

|  | Primo turno     | Primo turno     | Primo turno     |                |                 | Semifinale      | Semifinale | Semifinale |  |  | Finale | Finale | Finale |  |
|  |                 |                 |                 |                |                 |                 |            |            |  |  |        |        |        |  |
|  | Norio Kudo      | Norio Kudo      | V               |                |                 |                 |            |            |  |  |        |        |        |  |
|  | Norio Kudo      | Norio Kudo      | V               |                |                 |                 |            |            |  |  |        |        |        |  |
|  | Hideo Otake     |                 |                 |                |                 |                 |            |            |  |  |        |        |        |  |
|  |                 | Norio Kudo      |                 |                |                 |                 |            |            |  |  |        |        |        |  |
|  |                 |                 |                 |                |                 |                 |            |            |  |  |        |        |        |  |
|  |                 |                 | Tadahiko Chino  | Tadahiko Chino | V               |                 |            |            |  |  |        |        |        |  |
|  | Yasumasa Hane   |                 | Tadahiko Chino  | Tadahiko Chino | V               |                 |            |            |  |  |        |        |        |  |
|  |                 |                 |                 |                |                 |                 |            |            |  |  |        |        |        |  |
|  | Tadahiko Chino  | Tadahiko Chino  | V               |                |                 |                 |            |            |  |  |        |        |        |  |
|  | Tadahiko Chino  | Tadahiko Chino  | V               |                | Tadahiko Chino  | Tadahiko Chino  | B+2,5      |            |  |  |        |        |        |  |
|  |                 |                 |                 |                |                 |                 |            |            |  |  |        |        |        |  |
|  |                 |                 | Utaro Hashimoto |                |                 |                 |            |            |  |  |        |        |        |  |
|  | Hirotaka Sanno  |                 |                 |                |                 |                 |            |            |  |  |        |        |        |  |
|  |                 |                 |                 |                |                 |                 |            |            |  |  |        |        |        |  |
|  | Utaro Hashimoto | Utaro Hashimoto | W+R             |                |                 |                 |            |            |  |  |        |        |        |  |
|  | Utaro Hashimoto | Utaro Hashimoto | W+R             |                | Utaro Hashimoto | Utaro Hashimoto | W+R        |            |  |  |        |        |        |  |
|  |                 |                 |                 |                | Utaro Hashimoto | Utaro Hashimoto | W+R        |            |  |  |        |        |        |  |
|  |                 |                 | Toshiro Yamabe  |                |                 |                 |            |            |  |  |        |        |        |  |
|  | Michiharu Sato  |                 |                 |                |                 |                 |            |            |  |  |        |        |        |  |
|  |                 |                 |                 |                |                 |                 |            |            |  |  |        |        |        |  |
|  | Toshiro Yamabe  | Toshiro Yamabe  | V               |                |                 |                 |            |            |  |  |        |        |        |  |

|  | Primo turno    | Primo turno    | Primo turno    |                |                | Semifinale     | Semifinale | Semifinale |  |  | Finale | Finale | Finale |  |
|  |                |                |                |                |                |                |            |            |  |  |        |        |        |  |
|  | Shuzo Ohira    |                |                |                |                |                |            |            |  |  |        |        |        |  |
|  |                |                |                |                |                |                |            |            |  |  |        |        |        |  |
|  | Yoichi Yoshida | Yoichi Yoshida | V              |                |                |                |            |            |  |  |        |        |        |  |
|  | Yoichi Yoshida | Yoichi Yoshida | V              |                | Yoichi Yoshida | Yoichi Yoshida | V          |            |  |  |        |        |        |  |
|  |                |                |                |                | Yoichi Yoshida | Yoichi Yoshida | V          |            |  |  |        |        |        |  |
|  |                |                | Tatsuaki Iwata |                |                |                |            |            |  |  |        |        |        |  |
|  | Takeo Kajiwara |                |                |                |                |                |            |            |  |  |        |        |        |  |
|  |                |                |                |                |                |                |            |            |  |  |        |        |        |  |
|  | Tatsuaki Iwata | Tatsuaki Iwata | V              |                |                |                |            |            |  |  |        |        |        |  |
|  | Tatsuaki Iwata | Tatsuaki Iwata | V              | Yoichi Yoshida |                |                |            |            |  |  |        |        |        |  |
|  |                |                |                |                |                |                |            |            |  |  |        |        |        |  |
|  |                |                | Toshi Hoshino  | Toshi Hoshino  | V              |                |            |            |  |  |        |        |        |  |
|  | Kaoru Iwamoto  |                | Toshi Hoshino  | Toshi Hoshino  | V              |                |            |            |  |  |        |        |        |  |
|  |                |                |                |                |                |                |            |            |  |  |        |        |        |  |
|  | Toshi Hoshino  | Toshi Hoshino  | V              |                |                |                |            |            |  |  |        |        |        |  |
|  | Toshi Hoshino  | Toshi Hoshino  | V              |                | Toshi Hoshino  | Toshi Hoshino  | V          |            |  |  |        |        |        |  |
|  |                |                |                |                | Toshi Hoshino  | Toshi Hoshino  | V          |            |  |  |        |        |        |  |
|  |                |                | Keishi Hisai   |                |                |                |            |            |  |  |        |        |        |  |
|  | Yutaro Hayashi |                |                |                |                |                |            |            |  |  |        |        |        |  |
|  |                |                |                |                |                |                |            |            |  |  |        |        |        |  |
|  | Keishi Hisai   | Keishi Hisai   | V              |                |                |                |            |            |  |  |        |        |        |  |

### Torneo degli sfidanti
| Giocatore         | E.S.  | M.K. | Y.K.  | Ho.F. | Y.I.  | Hi.F. | T.H.  | T.C. | Risultato | Note                    |
| ----------------- | ----- | ---- | ----- | ----- | ----- | ----- | ----- | ---- | --------- | ----------------------- |
| Eio Sakata        | –     | X    | X     | W+R   | X     | B+0,5 | W+3,5 | V    | 4-3       |                         |
| Masao Katō        | B+R   | –    | V     | X     | B+1,5 | B+R   | X     | B+R  | 5-2       |                         |
| Yoshinori Kano    | W+R   | X    | –     | X     | X     | X     | X     | V    | 2-5       | Retrocesso              |
| Hosai Fujisawa    | X     | B+R  | V     | –     | X     | W+R   | V     | V    | 5-2       |                         |
| Yoshio Ishida     | W+9,5 | X    | B+5,5 | W+0,5 | –     | B+R   | W+R   | B+R  | 6-1       | Qualificato alla finale |
| Hideyuki Fujisawa | X     | X    | B+R   | X     |       | –     | W+R   | B+R  | 3-4       | Retrocesso              |
| Toshi Hoshino     | X     | V    | V     | X     | X     | X     | –     | X    | 2-5       | Retrocesso              |
| Tadahiko Chino    | X     | X    | X     | X     | X     | X     | V     | –    | 1-6       | Retrocesso              |

### Finale
La finale è una sfida al meglio delle sette partite. Il detentore Rin Kaiho ha affrontato lo sfidante scelto attraverso il processo di selezione.